# كاتسويا سنأزاكي
كاتسويا سنأزاكي (باليابانية: 先崎 勝也) (9 أبريل 1987 في فوجيساوا في اليابان – )؛ هو لاعب كرة قدم ياباني سابق كان يلعب كمدافع.

## وصلات خارجية
- كاتسويا سنأزاكي على موقع رابطة كرة القدم اليابانية للمحترفين (اليابانية)
- كاتسويا سنأزاكي على موقع Soccerway.com (الإنجليزية)